# Deniz Harbert
Deniz Marie Harbert (* 3. Februar 1987 in Bielefeld) ist eine deutsch-türkische Fußballspielerin und Futsalspielerin.

## Werdegang
Harbert begann ihre Karriere im Alter von sechs Jahren bei SuK Bielefeld und wechselte als Elfjährige zum VfR Wellensiek. Im Jahre 2002 folgte der Wechsel zum FC Gütersloh 2000. Nach vier Jahren in Gütersloh wechselte Harbert zu Arminia Bielefeld, wo sie für die in der viertklassigen Westfalenliga auflief. Mit der Arminia erreichte sie im Jahre 2010 das Endspiel um den Westfalenpokal, das gegen den 1. FFC Recklinghausen mit 1:4 verloren wurde. Im Sommer 2011 wechselte Harbert zum Herforder SV in die 2. Bundesliga Nord.
Mit Herford wurde sie in der Saison 2012/13 Vizemeister hinter dem BV Cloppenburg und erreichte das Viertelfinale im DFB-Pokal. Ein Jahr später wurde der Herforder SV erneut Vizemeister und stieg in die Bundesliga auf, weil Meister 1. FFC Turbine Potsdam II nicht aufsteigen durfte. Am 31. August 2014 feierte Harbert beim Auswärtsspiel beim 1. FFC Turbine Potsdam ihr Debüt in der Bundesliga.
Im August 2015 wechselte sie zur 1. Frauenmannschaft der TSG 1885 e.V. Neu-Isenburg und spielte dort in der Verbandsliga-Süd um den Aufstieg in die Hessenliga. Nach einer Saison in Neu-Isenburg wechselte sie zum ostwestfälischen Verein BV Werther in die Landesliga.

## Persönliches
Harbert war jahrelang mit Ansgar Brinkmann liiert. Sie heiratete danach den Fußballtrainer Jürgen Prüfer und hat mit ihm ein Kind. Zusammen mit dem Fußballspieler Malte Gruner gründete Harbert das Unternehmen Fliegenfaenger, dass Fliegen, Krawatten und Einstecktücher herstellt.